# Martin Hanke
Martin Hanke ou Martin Hancke (15 février 1633 à Borna dans la Saxe - 20 avril 1709 à Breslau) est un historien et professeur saxon.

## Biographie
Martin Hanke naît le 15 février 1633 à Borna dans la Saxe.
En 1661, il est professeur et recteur du lycée Sainte-Élisabeth de Breslau.
Il meurt le 20 avril 1709 à Breslau.

## Œuvres
- (la) De rerum Romanarum Scriptoribus, 1669
- (la) De Byzantinarum rerum Scriptoribus, 1679
- (la) De Silesiorum majoribus antiquitates, 1702
- (la) De Silesiae rebus 550–1170 exercitationes, 1705
- (la) De Silesiae indigenis eruditis, 1707
- (la) De Silesiae alienindigenis eruditis, 1707